# Palo Alto Networks
Palo Alto Networks, Inc. – amerykańskie przedsiębiorstwo informatyczne. Oferuje rozwiązania z zakresu cyberbezpieczeństwa, tworzy m.in. produkty zabezpieczające do sterowania aplikacjami, skanowania treści i zapobiegania wyciekom danych.
Przedsiębiorstwo powstało w 2005 roku, a swoją siedzibę ma w Santa Clara w Kalifornii. Palo Alto Networks zatrudnia ponad 8 tys. osób.